# Melanagromyza splendida
Melanagromyza splendida är en tvåvingeart som beskrevs av Frick 1953. Melanagromyza splendida ingår i släktet Melanagromyza och familjen minerarflugor. Inga underarter finns listade i Catalogue of Life.